# Listroscelidinae
Listroscelidinae es una subfamilia de insectos ortópteros perteneciente a la familia Tettigoniidae. Son depredadores.

## Géneros
Según Orthoptera Species File (28 mars 2010):
- Conocephalomimini Rentz, 2001
  -     - Conocephalomima Rentz, 2001
- Listroscelidini Redtenbacher, 1891
  -     - Listroscelis Serville, 1831
- Phisidini Jin, Xingbao, 1987
  - Beiericolyina Jin, Xingbao, 1992
    - Beiericolya Kaltenbach, 1968
    - Estrinia Karny, 1926
    - Meiophisis Jin, 1992
    - Neophisis Jin, 1990
    - Oceaniphisis Jin, 1992
    - Paraphisis Karny, 1912

  - Phisidina Jin, Xingbao, 1987
    - Biproctis Jin, 1992
    - Brachyphisis Chopard, 1957
    - Carliphisis Jin, 1992
    - Decolya Bolívar, 1900
    - Kevanophisis Jin, 1992
    - Oediphisis Jin, 1992
    - Paradecolya Jin, 1992
    - Phisis Stål, 1861
- Requenini Rentz, 2001
  -     - Requena Walker, 1869
    - Thumelinia Rentz, 2001
    - Xingbaoia Rentz, 2001
- Terpandrini Gorochov, 1990
  -     - Burnuia Rentz, 2001
    - Chlorobalius Tepper, 1896
    - Megatympanon Piza, 1958
    - Neobarrettia Rehn, 1901
    - Terpandrus Stål, 1874
    - Yullandria Rentz, 2001
    - Yutjuwalia Rentz, 2001
- tribu indeterminada
  -     - Alinjarria Rentz, Su & Ueshima, 2007
    - Arachnoscelis Karny, 1911
    - Carliella Karny, 1911
    - Cerberodon Perty, 1832
    - Isocarliella Mello-Leitão, 1940
    - Liostethomimus Karny, 1914
    - Macrometopon Bruner, 1915
    - Monocerophora Walker, 1869
    - Paralistroscelis Carl, 1908